# Fechtweltmeisterschaften 1973
Die 25. Fechtweltmeisterschaft fand 1973 in Göteborg statt. Es wurden acht Wettbewerbe ausgetragen, sechs für Herren und zwei für Damen.

## Herren

### Florett, Einzel
| Platz | Land | Sportler       |
| ----- | ---- | -------------- |
| 1     | FRA  | Christian Noël |
| 2     | URS  | Juri Tschisch  |
| 3     | HUN  | Jenő Kamuti    |

### Florett, Mannschaft
| Platz | Land           | Sportler                                                                                 |
| ----- | -------------- | ---------------------------------------------------------------------------------------- |
| 1     | Sowjetunion    | Wassyl Stankowytsch, Wladimir Denissow, Juri Tschisch, Sergei Issakow, Anatoli Koteschew |
| 2     | BR Deutschland | Thomas Bach, Matthias Behr, Harald Hein, Klaus Reichert, Thomas Jäger                    |
| 3     | Polen          | Marek Dąbrowski, Witold Woyda, Leszek Martewicz, Lech Koziejowski, Arkadiusz Godel       |

### Degen, Einzel
| Platz | Land | Sportler      |
| ----- | ---- | ------------- |
| 1     | SWE  | Rolf Edling   |
| 2     | SWE  | Hans Jacobson |
| 3     | ITA  | John Pezza    |

### Degen, Mannschaft
| Platz | Land           | Sportler                                                                            |
| ----- | -------------- | ----------------------------------------------------------------------------------- |
| 1     | BR Deutschland | Reinhold Behr, Joachim Peter, Jürgen Hehn, Joseph Szepesi, Harald Hein              |
| 2     | Ungarn         | Sándor Erdős, Csaba Fenyvesi, Győző Kulcsár, Pál Schmitt, István Osztrics           |
| 3     | Sowjetunion    | Igor Valetov, Wiktor Modsolewski, Boris Lukomski, Aschot Karagjan, Serhij Paramonow |

### Säbel, Einzel
| Platz | Land | Sportler           |
| ----- | ---- | ------------------ |
| 1     | ITA  | Mario Aldo Montano |
| 2     | URS  | Wiktor Sidjak      |
| 3     | URS  | Wladimir Naslymow  |

### Säbel, Mannschaft
| Platz | Land        | Sportler                                                                                   |
| ----- | ----------- | ------------------------------------------------------------------------------------------ |
| 1     | Ungarn      | Tamás Kovács, Attila Kovács, Péter Marót, Pál Gerevich, Ferenc Hammang                     |
| 2     | Sowjetunion | Wiktor Sidjak, Wladimir Naslymow, Eduard Winokurow, Wiktor Krowopuskow, Wladimir Pawlenko  |
| 3     | Italien     | Mario Aldo Montano, Rolando Rigoli, Michele Maffei, Cesare Salvadori, Mario Tullio Montano |

## Damen

### Florett, Einzel
| Platz | Land | Sportlerin                      |
| ----- | ---- | ------------------------------- |
| 1     | URS  | Walentina Nikonowa              |
| 2     | HUN  | Ildikó Tordasi-Schwarczenberger |
| 3     | HUN  | Ildikó Rejtő                    |

### Florett, Mannschaft
| Platz | Land        | Sportlerinnen                                                                                 |
| ----- | ----------- | --------------------------------------------------------------------------------------------- |
| 1     | Ungarn      | Ildikó Bóbis, Mária Szolnoki, Ildikó Rejtő, Ildikó Tordasi-Schwarczenberger, Magda Maros      |
| 2     | Sowjetunion | Soja Gjerassinskaja, Olga Knjasewa, Walentina Nikonowa, Walentina Burotschkina, Jelena Belowa |
| 3     | Rumänien    | Ana Pascu, Ecaterina Stahl, Suzana Ardeleanu, Magdalena Bartoș, Ileana Gyulai                 |